# Бушерон, Бернар дю
Бернар дю Бушерон (фр. Bernard du Boucheron; 18 июля 1928[…], XVII округ Парижа — 6 июля 2024, Нёйи-сюр-Сен) — французский писатель.

## Биография
Бернар дю Бушерон — выпускник Института политических исследований и Национальной школы управления в Париже.
Карьеру сделал в авиационной отрасли, в Compagnie générale d’électricité (Alcatel International), затем в качестве менеджера энергетической группы и представителя железнодорожной корпорации в Техасе (Texas High Speed Rail Corporation) с 1991 по 1994 год, перед тем, как написать в 76 лет свой первый роман «Маленький змей», который сразу же был увенчан Гран-при Французской академии.
Автор опубликовал «Кошмар Уинстона» совместно с другим издательством, Éditions Gallimard, произведение является ухронией, в которой саркастически описывается оккупированная и коллаборантская Франция после победы Германии во Второй мировой войне.
Бернар дю Бушерон умер 6 июля 2024 года в Нёйи-сюр-Сен в возрасте 95 лет.